# Фуад Салиховић
Фуад Салиховић (Нови Пазар, 2. новембар 1985) бивши је српски фудбалер. Током каријере је играо на позицији везног играча.